# Pågående gruvdrift i Sverige

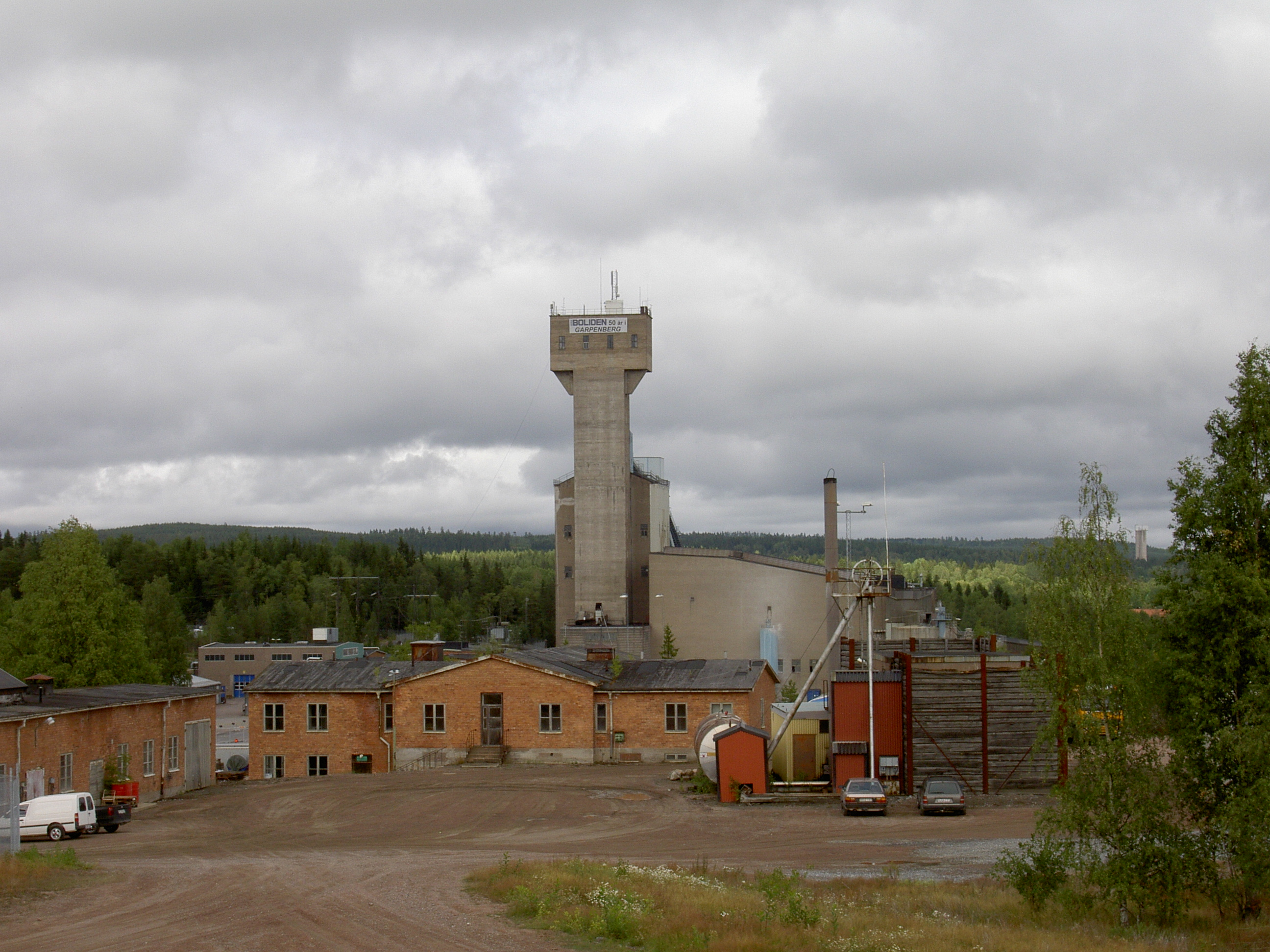
Garpenbergsgruvan, Sveriges äldsta gruva som fortfarande är i drift.

Pågående gruvdrift i Sverige sker i 13 gruvor för metallutvinning samt i cirka 40 täkter för produktion av industrimineraler. Därutöver är ytterligare drygt 20 gruvprojekt i olika stadier av planering och genomförande, där bearbetningskoncession beviljats av Bergsstaten för 14 projekt.
Under senare år har intresset för att öppna gruvor, både som nya projekt och som återstart av tidigare nedlagda gruvor, ökat på grund av de höga världsmarknadspriserna på metaller. Det rör sig framför allt om traditionell brytning av järn och basmetaller (främst koppar, zink, nickel och bly), men också om utvinning av ädelmetaller och sällsynta jordartsmetaller. Fler utländska företag än tidigare är numera aktörer på svensk mineralmarknad. Under åren 2008-10 inkom till Bergsstaten 4-8 ansökningar per år om bearbetningskoncession för nya gruvor eller utvidgning av befintliga, och 4-5 per år beviljades.

## Produktion
Produktionen av malm för metallutvinning i Sverige har satt nya rekord varje år sedan 2010. 2012 producerades sammanlagt 72,4 miljoner ton malm, framför allt på grund av ökad produktion av Bolidens koppargruva Aitik och LKAB:s järnmalmsgruva Kiirunavaara. Före 2010 var produktionsrekordet från år 1974 på 54 miljoner ton. 1974 var även det år då Sverige producerade mest järnmalm, omkring 44 miljoner ton, att jämföras med en sammanlagd produktion på cirka 2 miljarder ton från tidig medeltid till och med år 2007.
Den mest produktiva gruvan i Sverige idag är Aitik utanför Gällivare. Efter en utbyggnad som invigdes 2010 kommer gruvan successivt öka sin årsproduktion till planerade 36 miljoner ton 2014.

### Metallgruvor i drift
De största gruvdistrikten är Malmfälten i Norrbottens län och Skelleftefältet i Västerbottens län samt det mindre i Bergslagen.
| Namn                    | Kommun     | Län               | Gruvdistrikt    | Utvinning                                              | Brytningsmetod        | Produktionshistorik                             | Ägare              |
| ----------------------- | ---------- | ----------------- | --------------- | ------------------------------------------------------ | --------------------- | ----------------------------------------------- | ------------------ |
| Kiirunavaara            | Kiruna     | Norrbottens län   | Malmfälten      | Järnmalm                                               | Skivrasbrytning       | I drift sedan 1860-talet                        | LKAB               |
| Leveäniemi              | Kiruna     | Norrbottens län   | Malmfälten      | Järnmalm                                               | Dagbrott              | I drift sedan 2015, tidigare i drift 1964 -1983 | LKAB               |
| Kaunisvaara             | Pajala     | Norrbottens län   | Malmfälten      | Järnmalm                                               | Dagbrott              | I drift sedan 2018                              | Kaunis Iron        |
| Malmberget              | Gällivare  | Norrbottens län   | Malmfälten      | Järnmalm                                               | Skivrasbrytning       | I drift sedan 1820-talet                        | LKAB               |
| Aitik                   | Gällivare  | Norrbottens län   | Malmfälten      | Sulfidmalm (koppar, silver, guld)                      | Dagbrott              | I drift sedan 1968                              | Boliden            |
| Fäbodtjärn              | Lycksele   | Västerbottens län | Skelleftefältet | Guld                                                   |                       | I drift sedan 2024                              | Botnia Exploration |
| Kristinebergsgruvan     | Lycksele   | Västerbottens län | Skelleftefältet | Sulfidmalm (koppar, bly, zink, guld, silver)           | Igensättningsbrytning | I drift sedan 1940                              | Boliden            |
| Renströmsgruvan         | Skellefteå | Västerbottens län | Skelleftefältet | Sulfidmalm (koppar, bly, zink, guld, silver)           | Igensättningsbrytning | I drift sedan 1952                              | Boliden            |
| Kankberg (Östra Åkulla) | Skellefteå | Västerbottens län | Skelleftefältet | Guld, tellur                                           | Igensättningsbrytning | I drift sedan 2012, tidigare i drift 1966-1997  | Boliden            |
| Björkdalsgruvan         | Skellefteå | Västerbottens län | Skelleftefältet | Guld                                                   |                       | I drift sedan 1989                              | Mandalay Resources |
| Garpenbergsgruvan       | Hedemora   | Dalarnas län      | Bergslagen      | Sulfidmalm (koppar, zink, guld, silver, bly)           | Igensättningsbrytning | I drift sedan 1200-talet                        | Boliden            |
| Lovisagruvan            | Lindesberg | Örebro län        | Bergslagen      | Sulfidmalm (zink, bly)                                 |                       | I drift sedan 1993 (ej kontinuerligt)           | Lovisagruvan AB    |
| Zinkgruvan              | Askersund  | Örebro län        |                 | Sulfidmalm (zink, bly, koppar, silver, kobolt, nickel) |                       | I drift sedan 1700-talet                        | Lundin Mining      |

### Mineraltäkter i drift
| Namn                            | Kommun       | Län                  | Mineral/bergart        | Produktionshistorik                                         | Ägare                                                |
| ------------------------------- | ------------ | -------------------- | ---------------------- | ----------------------------------------------------------- | ---------------------------------------------------- |
| Masugnsbyn                      | Kiruna       | Norrbottens län      | Dolomit                |                                                             | LKAB                                                 |
| Kallholn                        | Orsa         | Dalarnas län         | Kalksten               |                                                             | Nordkalk AB                                          |
| Jutjärns kalkbrott              | Rättvik      | Dalarnas län         | Kalksten               |                                                             | SMA Mineral AB                                       |
| Falu koppargruva                | Falun        | Dalarnas län         | Järnockra              | Gruvan lades ner 1992, mineralutvinning sker ur varphögarna | Stora Kopparbergs Bergslags AB                       |
| Styggberget                     | Smedjebacken | Dalarnas län         | Övrigt industrimineral |                                                             | Ludvika Bergwerk AB                                  |
| Tistbrottet                     | Sala         | Västmanlands län     | Dolomit                |                                                             | Björka Mineral AB                                    |
| Vittinge                        | Heby         | Uppsala län          | Lera                   |                                                             | Monier Roofing AB                                    |
| Wappa                           | Enköping     | Uppsala län          | Lera                   |                                                             | Wienerberger AB                                      |
| Broby                           | Flen         | Södermanlands län    | Kvartssand             |                                                             | Broby Sand AB                                        |
| Norra Allmänningbo (Forshammar) | Lindesberg   | Örebro län           | Fältspat               |                                                             | North Cape Minerals AB                               |
| Fanthyttan                      | Lindesberg   | Örebro län           | Dolomit                |                                                             | Larsbo Kalk AB                                       |
| Grythyttan                      | Hällefors    | Örebro län           | Skiffer (krossad)      |                                                             | Icopal AB                                            |
| Gåsgruvan                       | Filipstad    | Värmlands län        | Kalksten               |                                                             | SMA Mineral AB                                       |
| Björka                          | Örebro       | Örebro län           | Dolomit                |                                                             | Björka Mineral AB                                    |
| Forsby                          | Vingåker     | Södermanlands län    | Kalksten               |                                                             | Nordkalk AB                                          |
| Kallerstad                      | Linköping    | Östergötlands län    | Lera                   |                                                             | Svenska Lec AB                                       |
| Kilane (Valön)                  | Åmål         | Västra Götalands län | Kvartsit               |                                                             | Calderys Nordic AB                                   |
| Ulerud                          | Åmål         | Västra Götalands län | Kvartsit               |                                                             | Dalbo Kvartsit AB                                    |
| Flåtungebyn                     | Åmål         | Västra Götalands län | Kvartsit               |                                                             | Vargön Alloys AB                                     |
| Råda                            | Lidköping    | Västra Götalands län | Kvartssand             |                                                             | Rådasand AB                                          |
| Österplana                      | Götene       | Västra Götalands län | Kalksten               |                                                             | Thorsbergs Stenhuggeri AB                            |
| Arnemossen                      | Götene       | Västra Götalands län | Övrigt industrimineral |                                                             | Brattex Mineral AB                                   |
| Horn                            | Skövde       | Västra Götalands län | Lera                   |                                                             | Horns Tegelbruk                                      |
| Våmb                            | Skövde       | Västra Götalands län | Kalksten               |                                                             | Cementa AB/Heidelberg Cement                         |
| Skövde 4:16 Ryd                 | Skövde       | Västra Götalands län | Diabas                 |                                                             | Skanska Sverige AB                                   |
| Berga                           | Falköping    | Västra Götalands län | Kalksten               |                                                             | SMA Mineral AB                                       |
| Uddagården (Karleby)            | Falköping    | Jönköpings län       | Kalksten               |                                                             | Nordkalk AB                                          |
| Baskarp                         | Habo         | Jönköpings län       | Kvartssand             |                                                             | Askania AB                                           |
| Stucks                          | Gotland      | Gotlands län         | Kalksten               |                                                             | SMA Mineral AB                                       |
| Stora Vikers                    | Gotland      | Gotlands län         | Kalksten               |                                                             | Nordkalk AB                                          |
| Västra brottet, Filehajdar      | Gotland      | Gotlands län         | Kalksten               |                                                             | Cementa AB/Heidelberg Cement                         |
| Rings 3:1 i Hejnum              | Gotland      | Gotlands län         | Kalksten               |                                                             | Byggnadshyttan på Gotland                            |
| Albrunna                        | Mörbylånga   | Kalmar län           | Kalksten               |                                                             | Cementa AB/Heidelberg Cement                         |
| Ventlinge                       | Mörbylånga   | Kalmar län           | Kalksten               |                                                             | Grönhögens Kalk AB                                   |
| Sternö                          | Karlshamn    | Blekinge län         | Diabas                 |                                                             | NCC Roads AB/Sverige Sydväst                         |
| Ullstorp                        | Kristianstad | Skåne län            | Kalksten               |                                                             | Önnestads Kalkindustri AB                            |
| Ignaberga                       | Hässleholm   | Skåne län            | Kalksten               |                                                             | Nordkalk AB                                          |
| Fuglunda                        | Sjöbo        | Skåne län            | Kvartssand             |                                                             | Fyleverken IMB AB                                    |
| Vram                            | Bjuv         | Skåne län            | Eldfast lera           | I drift sedan 1797                                          | Höganäs Bjuf AB/Borgestad Industries A/S, Norge      |
| Lunnom                          | Bjuv         | Skåne län            | Klinkrande lera        | I drift sedan 1748                                          | CC Höganäs Byggkeramik AB/Ricchetti-gruppen, Italien |

## Utbyggnadsprojekt och nya gruvprojekt
De största pågående utbyggnadsprojekten är investeringen i nya huvudnivåer i LKAB:s gruvor Kiirunavaara och Malmberget. Nuvarande huvudnivåer skall med början från 2012-2013 ersättas av nya på 1 365 m och 1 250 m nivåer. Projekten är beräknade att tillsammans kosta 17 miljarder kronor. LKAB bedriver även ett expansionsprogram som syftar till att leverera 37 miljoner ton färdiga järnmalmsprodukter från 2015 och framåt. Råvaran till expansionen ska till största delen levereras av nya gruvor i Svappavaara.
Boliden driver ett projekt för utökning av produktionen i Garpenbergsgruvan från dagens 1,4 miljoner ton malm till 2,5 miljoner ton år 2015. Den totala investeringen beräknas uppgå till 3,9 miljarder kronor.

### Gruvprojekt
| Namn               | Kommun                   | Län                                 | Utvinning                                    | Projektstatus                                   | Miljötillstånd           | Ägare                                |
| ------------------ | ------------------------ | ----------------------------------- | -------------------------------------------- | ----------------------------------------------- | ------------------------ | ------------------------------------ |
| Viscaria           | Kiruna                   | Norrbottens län                     | Sulfidmalm (koppar)                          | Förberedande arbeten pågår                      | Beviljat 2024            | Viscaria                             |
| Rakkurijärvi       | Kiruna                   | Norrbottens län                     | Järn, koppar, guld                           | Ansökt om bearbetningskoncession                |                          | Rio Tinto plc och Anglo American plc |
| Mertainen          | Kiruna                   | Norrbottens län                     | Järnmalm                                     | Bearbetningskoncession, lagd i malpåse          | Miljödom överklagad 2012 | LKAB                                 |
| Sahavaara          | Pajala                   | Norrbottens län                     | Järn, koppar                                 | Bearbetningskoncession 2010                     |                          | Kaunis Iron                          |
| Nautanen           | Gällivare                | Norrbottens län                     | Sulfidmalm (koppar, molybden, silver, guld)  | Ansökt om bearbetningskoncession 2023           |                          | Boliden                              |
| Evagruvan          | Arvidsjaur               | Norrbottens län                     | Koppar                                       | Ansökt om bearbetningskoncession 2010           |                          | Viscaria                             |
| Rönnbäcken         | Storuman                 | Västerbottens län                   | Nickel, kobolt, järn                         | Bearbetningskoncession 2010 och 2012            |                          | Nickel Mountain AB                   |
| Stortjärnhobben    | Storuman                 | Västerbottens län                   | Guld                                         | Bearbetningskoncession 2007                     |                          | Lappland Goldminers AB               |
| Barsele            | Storuman                 | Västerbottens län                   | Guld                                         | Bearbetningskoncession 2007                     |                          | Orex Minerals Inc.                   |
| Levi               | Vilhelmina               | Västerbottens län                   | Sulfidmalm (bly, guld, koppar, silver, zink) | Ansökt om bearbetningskoncession 2011           |                          | Vilhelmina Mineral AB                |
| Stekenjokk         | Vilhelmina och Strömsund | Västerbottens län och Jämtlands län | Sulfidmalm (bly, guld, koppar, silver, zink) | Ansökan om bearbetningskoncession avslagen 2024 |                          | Vilhelmina Mineral AB                |
| Kallak             | Jokkmokk                 | Norrbottens län                     | Järnmalm                                     | Bearbetningskoncession 2022                     |                          | Beowulf Mining                       |
| Vargbäcken         | Lycksele                 | Västerbottens län                   | Guld                                         | Bearbetningskoncession                          |                          | Botnia Exploration                   |
| Vindelgransele     | Lycksele                 | Västerbottens län                   | Sulfidmalm (zink, bly, koppar, silver, guld) | Bearbetningskoncession 2007                     | Beviljat 2008            | Niili Mineral AB                     |
| Norrliden          | Norsjö                   | Västerbottens län                   | Sulfidmalm                                   | Bearbetningskoncession 2006                     |                          | Lundin Mining                        |
| Älgträsk           | Skellefteå               | Västerbottens län                   | Sulfidmalm (koppar, zink, guld, silver)      | Bearbetningskoncession 2009                     |                          | Boliden                              |
| Brickagruvan       | Hudiksvall               | Gävleborgs län                      | Vanadin, järn                                | Bearbetningskoncession 2010                     |                          | Svenska Vanadin AB                   |
| Håksbergsfältet    | Ludvika                  | Dalarnas län                        | Järnmalm                                     | Ansökan om bearbetningskoncession i mars 2011   |                          | Nordic Iron Ore AB                   |
| Grängesbergsgruvan | Ludvika                  | Dalarnas län                        | Järnmalm                                     | Bearbetningskoncession 2013                     |                          | Grängesberg Iron AB                  |
| Blötbergets gruva  | Ludvika                  | Dalarnas län                        | Järnmalm                                     | Bearbetningskoncession                          |                          | Nordic Iron Ore AB                   |
| Tvistbogruvan      | Smedjebacken             | Dalarnas län                        | Sulfidmalm (zink, bly, koppar, silver, guld) | Ansökan om bearbetningskoncession maj 2011      |                          | Viscaria                             |
| Dannemora          | Östhammar                | Uppsala län                         | Järnmalm                                     | Bearbetningskoncession 2007                     | Beviljat 2023            | GrangEx                              |
| Gladhammar         | Västervik                | Kalmar län                          | Sulfidmalm (guld, koppar, silver, vismut)    | Bearbetningskoncession 2012                     |                          | Wiking Mineral AB                    |

### Mineralprojekt
| Namn     | Kommun | Län       | Utvinning | Produktionsskede            | Miljötillstånd | Ägare              |
| -------- | ------ | --------- | --------- | --------------------------- | -------------- | ------------------ |
| Billinge | Eslöv  | Skåne län | Kaolin    | Bearbetningskoncession 1998 | Ansökan 2007   | Billinge Kaolin AB |